# Joseph Kosuth
Joseph Kosuth (* 31. ledna 1945) je americký konceptuální umělec. Jeho otec pocházel z Maďarska a matka měla anglické, francouzské a čerokíjské předky. Narodil se v Toledu ve státě Ohio a v letech 1955 až 1962 zde studoval na výtvarné škole; později studoval na Cleveland Institute of Art, později v rámci stipendia cestoval po Evropě a nakonec studoval na newyorské School of Visual Arts. Byl výraznou osobou v oblasti konceptuálního umění (v tomto směru v roce 1965 vytvořil klíčové dílo One and Three Chairs). Později se věnoval také pedagogické činnosti (působil například na Yale, New York University, Cooper Union a UCLA). Je autorem designu hudebního alba Fragments of a Rainy Season (1992) od Johna Calea. Dvojice spolu znovu spolupracovala roku 1996 na projektu The Music Box Project.